# Anouar Hadouir
Anouar Hadouir ('s-Hertogenbosch, 14 settembre 1982) è un ex calciatore olandese, di origine marocchina, di ruolo centrocampista.

## Carriera

### Giocatore
Ha giocato ininterrottamente nella prima divisione olandese dal 2002 al 2011, giocando anche 2 partite in Coppa Intertoto UEFA ed una in Coppa UEFA (con anche un gol segnato) con il Willem II nella stagione 2005-2006. Dopo una stagione nella seconda serie tedesca all'Alemannia, a partire dalla stagione 2012-2013 è tornato in Eredivisie, al NAC Breda, con cui ha segnato un gol in 21 presenze. Ha giocato in questa categoria anche dal 2016 al 2019 con la maglia dell'Excelsior.

### Nazionale
Dal 2020 al 2022 è stato vice allenatore della formazione Under-21 del Den Bosch, mentre nella stagione 2022-2023 ha allenato la formazione Under-18 del Willem II.
Nella stagione 2023-2024 è stato vice allenatore del RKC Waalwijk; nel 2024 è tornato al Den Bosch, per allenarne la formazione Under-19.